# Vacaciones contigo... y tu mujer
Vacaciones contigo… y tu mujer es una película francesa, escrita y dirigida  por Caroline Vignal estrenada en 2020. Título original  Antoinette dans les Cévennes.
La película se rodó en los Cévennes (Florac, Puente de Montvert, La Borie) del 11 de junio al 19 de julio de 2019.

## Argumento
Antoinette, una profesora, espera con impaciencia sus vacaciones previstas con Vladimir, su amante y padre de una de sus alumnas, Alice. Cuando se entera de que Vladimir no puede  realizar el plan previsto porque Eléonore, su mujer, ha organizado la ruta senderista del Camino de Stevenson, en las Cévennes con su hija. Antoinette decide de hacerlo también ella, pero por su cuenta, con la única compañía de  Patrick, un asno que alquila para hacer el trayecto.
El comienzo es difícil con el asno, no siempre complaciente, pero empieza a desarrollar una cierta complicidad con él, a fuerza de contarle su vida y sus múltiples desencuentros sentimentales. Durante la segunda etapa, se extravía y pasa la noche al raso. Después, a la mañana siguiente se da cuenta de que ha andado en círculo. Es mientras, su amante Vladimir llega en al mismo alojamiento  con su mujer y su hija. Tras la sorpresa inicial, la esposa de Vladimir le propone recorrer el camino juntos al día siguiente. 
No obstante, Eléonore conoce el tipo de relación que Antoinette mantiene con su esposo. Tomándola aparte,  describe a Vladimir como un hombre voluble que multiplica las conquistas femeninas, para luego quedar en nada, pues él siempre permanece al final atado a su mujer. Antoinette decide entonces de romper con él.
Después de un percance, Antoinette se hace un esguince y cree su viaje ha terminado. Pero logran curarla y así retomar su camino, hasta llegar al final. Mientras desayuna a la mañana siguiente, le informa que su burro, Patrick se ha marchado ya con otro turista, sin que ella se hubiera despedido. Corre, de nuevo por la ruta, para alcanzarlo. El asno también se alegra de verla. El hombre que ha alquilado el asno propone que ella les acompañe un trecho y ella acepta. La película se termina mientras los tres andan juntos por la campiña francesa.

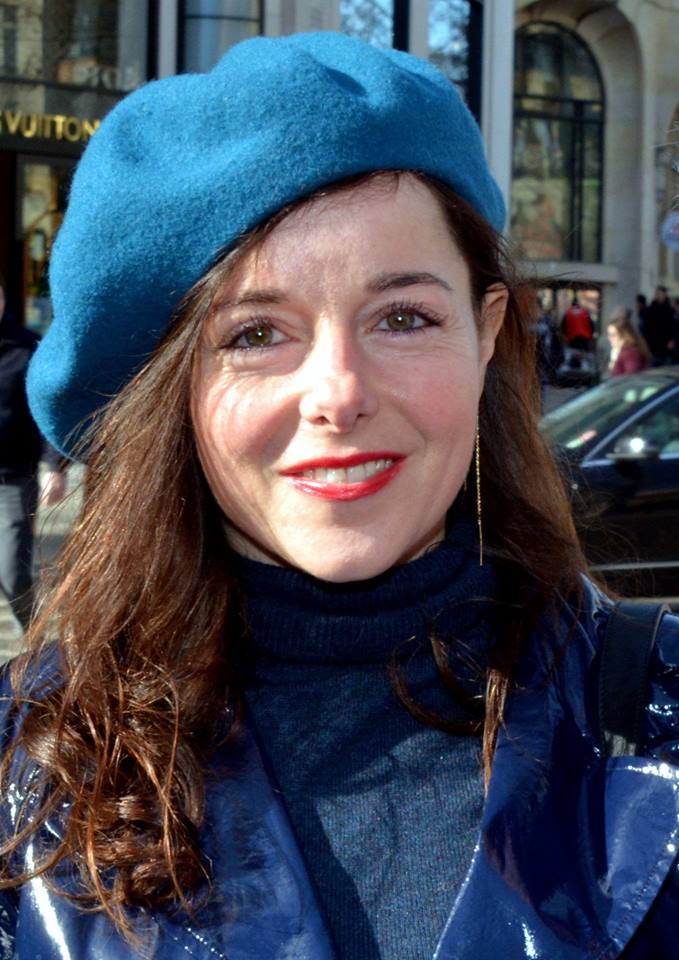
Laure Calamy, la actriz protagonista.

## Reparto
- Laure Calamy : Antoinette Lapouge
- Benjamin Lavernhe : Vladimir Loubier
- Olivia Côte : Eléonore Loubier
- Marc Fraize : Michel
- Jean-Pierre Martins : Shériff
- Louise Vidal : Alice Loubier
- Lucia Sanchez : Annie
- Maxence Tual : Jacques
- Marie Rivière : Claire
- François Caron : Bernard

## Curiosidades
La elección del nombre Antoinette Lapouge de la protagonista, está inspirado por el escritor Gilles Lapouge, que ha escrito el prefacio de varias ediciones (del 1991 al 2017) de Viaje con un asno en los Cévennes, de Robert Louis Stevenson, libro referencia de la película.
El asno Patrick, personaje fundamental en la película, corresponde de hecho a dos asnos que  ambos fueron sometidos a una dieta especial para acentuar sus semejanzas.
La película se estrenó en septiembre de 2020, encontrándose con éxito inesperado. Más de 700 000 espectadoeres.

## Premios
* Fuente: Página de la película en IMDb. 
| Año  | Premio o festival | Categoría              | Nominado                                          | Resultado |
| ---- | ----------------- | ---------------------- | ------------------------------------------------- | --------- |
| 2021 | Premios César     | Mejor película         | Caroline Vignal                                   | Nominada  |
| 2021 | Premios César     | Mejor actriz           | Laure Calamy                                      | Ganadora  |
| 2021 | Premios César     | Mejor actor secundario | Benjamin Lavernhe                                 | Nominado  |
| 2021 | Premios César     | Mejor guion original   | Caroline Vignal                                   | Nominada  |
| 2021 | Premios César     | Mejor música original  | Mateï Bratescot                                   | Nominado  |
| 2021 | Premios César     | Mejor sonido           | Guillaume Valex, Fred Demolder y Jean-Paul Hurier | Nominados |
| 2021 | Premios César     | Mejor fotografía       | Simon Beaufils                                    | Nominado  |
| 2021 | Premios César     | Mejor montaje          | Annette Dutertre                                  | Nominada  |
| 2021 | Premios Lumières  | Mejor actriz           | Laure Calamy                                      | Nominada  |
| 2021 | Premios Lumières  | Mejor guion            | Caroline Vignal                                   | Nominada  |
| 2021 | Premio Alice Guy  | Mejor película         | Caroline Vignal                                   | Nominada  |